# Lang Ping
"Jenny" Lang Ping (em chinês: 郎 平; Pequim, 10 de dezembro de 1960) é uma ex-voleibolista chinesa e treinadora de voleibol. Como jogadora foi campeã olímpica com a seleção chinesa nos Jogos Olímpicos de Los Angeles, em 1984, e 32 anos depois foi técnica da seleção campeã nos Jogos Olímpicos do Rio de Janeiro.

## Carreira

### Inicio e Carreira como jogadora
Em 1973 seu primeiro contato com voleibol  ocorreu em suas horas vagas na escola de esportes do Ginásio dos Trabalhadores em Pequim  e um ano depois   juntou-se a equipe de vôlei  do Colégio Jing Lun Chen. Ingressou em seguida na turma de treinamento de voleibol  de nível II de desporto escolar  em Pequim. Em 1976, tornou-se integrante da equipe de voleibol da categoria juvenil  e logo subiu de categoria, jogando na  equipe do municipal  comandada por Yuan Weimin em 1976 e convocada para Seleção Chinesa  nal no final de 1978 e nesta liderava como atacante e não demorou para ser  capitã adjunta da equipe, depois foi a capitã e  atuou também como assistente técnico.  Em 1981 conduziu  Seleção Chinesa de Voleibol Feminino  na conquista do  primeiro título a nível mundial na 3ª edição da Copa do Mundo de Voleibol Feminino de 1981. Em 1982, seguiu colecionando títulos importantes como  ouro no Campeonato Mundial de Voleibol Feminino de 1982, Jogos Olímpicos de Verão de 1984  e  o bicampeonato  da  Copa do Mundo de Voleibol Feminino de 1985, um retrospecto de quatro vitórias consecutivas em 5 anos.  Lang Ping  ficou conhecida como   a  "Martelo de Ferro"  devido aos poderosos  ataques, provenientes por altos saltos, com elegância no movimento do braço , com rapidez e fortes socos para baixo, demonstrando uma variação estupenda e  muita  tática com altos índices de aproveitamento.

### Carreira como treinadora, anos 80 e 90
Em 1986 atuou  como Assistente Técnica da  China no Campeonato Mundial de Voleibol Feminino de 1986 sagrando-se campeã e neste ano marcava sua aposentadoria como jogadora e  decidiu cursar  Inglês na  Universidade Normal de Pequim. Em 1987 se casa com Feng Bai, formador de handebol e voleibol  e seu casamento fora televisionado na China. Recém-casados resolvem  mudar  para os Estados Unidos , onde continuou  aperfeiçoando no  estudo de Inglês na Universidade do Novo México como bolsista por 2 anos conforme previsto pelo programa  para os chineses residentes no exterior; nesta universidade  fez o mestrado em Gestão de Esportes, depois da aprovação nos testes Tofel e GRE em 1988.  Em 1990 foi chamada de volta para comandar a  Seleção Chinesa  como jogadora no  Campeonato Mundial de Voleibol Feminino no qual foi finalista, terminando com a medalha de prata. Depois retornou a universidade para continuar seus estudos enquanto  paralelamente atuava  como treinadora da equipe de vôlei feminino  da universidade. Foi convidado para ser  treinadora  da equipe  do All-Stars e da  World Superstars pela  Yaohan Multinacional . Foi nomeada treinadora chefe do Centro de Formação All-american do projeto da  Associação de Voleibol dos Estados Unidos.Em 27 de maio de 1992  nasce em Los Angeles  sua primeira filha  Lydia Bai , cujo pai é Feng Bai. Se  divorciou  do pai de sua filha em 1995. No mês de janeiro de  1995 concorreu ao cargo de treinadora Seleção dos Estados Unidos de Voleibol Feminino, no mês seguinte retornou a Pequim , começando sua carreira treinadora  com  a Seleção Chinesa Permanecendo no cargo até março de  1999, saindo  por motivos de saúde. Em  1996  levou a China a medalha de prata em Jogos Olímpicos de Verão de 1996 de Atlanta.  Em julho do mesmo ano é contratada para ser treinadora  do Clube de Modena da  Itália. Em 1999 foi contratado pelo Edison Modena, com o qual ganhou o primeiro campeonato da companhia (1999-2000) e uma Liga dos Campeões , bem como uma Taça de Itália e Taça CEV .

### Anos 2000
Em 2000 foi selecionada como uma das melhores jogadoras do século XX pela Federação Internacional de Voleibol(FIVB). Em 2002 entrou para o Hall da Fama do Vôlei em Holyoke (Massachusetts) . Em  2003  passou a treinar a equipe  Asystel Novara  , que liderou  a Liga Italiana na temporada em 2003/2004, perdendo a final para  o Radio105 Foppapedretti Bergamo, mas ganhou  uma Supercopa da Itália e da Copa da Itália e sua última experiência de treinador na Itália foi em 2005  com o Monte Schiavo Banca Marche Jesi  e em fevereiro de 2005  é nomeada treinador Seleção dos Estados Unidos de Voleibol Feminino e no  Grand Prix de Voleibol de 2005 e aceita não só por motivos profissionais e sim porque sua filha  Lydia Bai estava com 13 anos de idade e estava na escola na Califórnia e queria ficar perto dela. No referido Grand Prix de Voleibol  estava no Grupo C que jogavam suas partidas em   Ningbo - Zhejiang  estava seu país pela primeira vez como treinadora da equipe americana   e chamou atenção de  uma legião de fãs chineses no ginásio com capacidade  de mais de 7000 espectadores, estava lotado elogiando-a e  com frases de elogios e motivacionais , tais como:  "Lang Ping, Eu te amo",  "Vamos, Ping Lang!"  e "Vamos, Martelo de Ferro!", graças a sua presença  tinham mais de 150 jornalistas cobrindo a partida, ingressos vendidos até pelo valor de 180 dólares, fato inusitado para uma cidade de médio porte.Com tamanha manifestação ficou comovida juntamente com sua equipe; um atleta chegou afirmar para um repórter: "Agora eu acredito que eles disseram ... Lang Ping é   Michael Jordan  da China" , pois para os chineses ela não representava apenas uma atleta de alto nível e sim um símbolo grandioso para seu povo.Após o 8º Lugar no Grand Prix de Voleibol de 2005  sua meta era classificar para o Jogos Olímpicos de Verão de 2008.Ainda em 2005 conquistou a prata na Copa dos Campeões de Voleibol Feminino de 2005 e o título do Campeonato Norseca de Voleibol Feminino de 2005 e em 2007 o vice-campeonato. Disputou a  Copa do Mundo de Voleibol Feminino de 2007, no qual conquistou o bronze e a tão sonhada vaga para Olimpíada de Pequim.Em 19 de agosto de 2008 sua equipe da Itália fora eliminada nas quartas de final, mesmo assim seguiu firme conduzindo a Seleção dos Estados Unidos a medalha de prata,  perdendo para Seleção Brasileira de Voleibol Feminino por 3 x 1. Por mais de 15 anos vivendo nos  Estados Unidos manteve sua cidadania chinesa. Sua  filha aos 18 anos de idade,  foi integrante da Equipe Feminina de Voleibol de Stanford, mais tarde foi convocada para Seleção dos Estados Unidos.

## Equipes como treinadora
| Equipe                                          | País           | De   | Até  |
| ----------------------------------------------- | -------------- | ---- | ---- |
| Universidade do Novo México                     | Estados Unidos | 1987 | 1989 |
| Edison Modena                                   | Itália         | 1989 | 1990 |
| Seleção Chinesa de Voleibol Feminino            | China          | 1990 | 1991 |
| Universidade do Novo México                     | Estados Unidos | 1991 | 1992 |
| Universidade do Novo México                     | Estados Unidos | 1994 | 1995 |
| Seleção Chinesa de Voleibol Feminino            | China          | 1995 | 1999 |
| Phone Limited Modena                            | Itália         | 1999 | 2002 |
| Asystel Novara                                  | Itália         | 2002 | 2004 |
| Monte Schiavo Jesi                              | Itália         | 2004 | 2005 |
| Seleção dos Estados Unidos de Voleibol Feminino | Estados Unidos | 2005 | 2008 |
| Türk Telekom Ankara                             | Turquia        | 2008 | 2009 |
| Seleção Chinesa de Voleibol Feminino            | China          | 2013 | 2021 |

### Principais resultados
Jogadora
- 1981-Campeã do Torneio Invitational Internacional de  Bremen de Voleibol

Treinadora
- 1989–Campeã da Taça da Itália treinando Edison Modena
- 1990-Campeã do Campeonato Italiano treinando Edison Modena
- 1990-Campeã da Copa da Itália Edison Modena
- 1991–Campeã do Leste dos EUA treinando Universidade do Novo México
- 2000-Campeã do Campeonato Italiano Phone Limited Modena[3]
- 2001-Campeã Europeia treinando Edison Modena[3]
- 2001-Campeã da Liga dos Campeões da Europa Edison Modena[3]
- 2002-Campeã Italiana treinando Edison Modena[3]
- 2002-Campeã da Copa da Itália Edison Modena[3]
- 2002-Campeã da Copa Europeia  treinando Edison Modena[3]
- 2003-Campeã da Supercopa treinando Asystel Novara[3]
- 2003-Campeã da Copa Europeia  treinando Asystel Novara[3]
- 2004-Campeã da Copa da Itália treinando Asystel Novara[3]

Seleção dos Estados Unidos de Voleibol Feminino
Jogos Olímpicos
- 2008- Prata (Beijing,  China)

Grand Prix de Voleibol
- 2006-7º Lugar(Reggio Calabria,  Itália)
- 2007-8º Lugar(Ningbo,  China)
- 2008-4º Lugar(Yokohama,  Japão)

Campeonato Mundial de Voleibol
- 2006-9º Lugar (Osaka,  Japão)

Copa do Mundo de Voleibol Feminino
- 2007- Bronze ( Japão)

Copa Pan-Americana de Voleibol
- 2005-4º Lugar (Santo Domingo,  República Dominicana)
- 2006-4º Lugar (San Juan,  Porto Rico)
- 2007-4º Lugar (Colima,  México)

Seleção Chinesa de Voleibol Feminino
Jogos Olímpicos
- 1996- Prata (Atlanta,  Estados Unidos)
- 2016- Ouro (Rio de Janeiro,  Brasil)
- 2020 - 9º Lugar (Tóquio,  Japão)

Campeonato Mundial de Voleibol
- 1998 - Prata ( Japão)
- 2014 - Prata ( Itália)
- 2018 - Bronze ( Japão)

Copa do Mundo de Voleibol Feminino
- 1995- Bronze ( Japão)
- 2015 - Ouro ( Japão)
- 2019 - Ouro ( Japão)

### Prêmios individuais
- 1980-Premiada por excelentes resultados alcançados no ano pela Comissão  Estadual de Cultura Física e Esportes (SPCSC) [4]
- 1980-Título de Mestre em Desporto[4]
- 1981-Melhor Atacante do Torneio International Invitational Bremen[4]
- 1981-Nomeado atleta de destaque pela Comissão  Estadual de Cultura Física e Esportes (SPCSC) [4]
- 'MVP (Most Valuable Player)- Melhor Jogadora da Copa do Mundo  de Voleibol  Feminino de  1981[4]
- 1981–Nomeada  membro da Brigada de Choque  da  Nova Marcha  Longa  pelo Comitê Central da Liga da Juventude Comunista da China[4]
- 1981-Medalha Nacional de Esportes de Honra pela Comissão  Estadual de Cultura Física e Esportes (SPCSC)[4]
- 1981- Selecionada para  Top Ten do ano[4]
- 1982-Medalha Nacional de Esportes de Honra pela Comissão  Estadual de Cultura Física e Esportes (SPCSC)[4]
- 1982-Selecionada para  Top Ten do ano[4]
- 1983-Medalha Nacional de Esportes de Honra pela Comissão  Estadual de Cultura Física e Esportes (SPCSC) [4]
- 1983-Selecionada para  Top Ten do ano[4]
- 1984-Selecionada para  Top Ten do ano[4]
- 1984-MVP dos Jogos Olímpicos de 1984[9]
- 1984-Eleita uma das 35 Estrelas dos Esportes em 35 anos desde a fundação da nova China em 1949[4]
- 'MVP (Most Valuable Player)- Melhor Jogadora da Copa do Mundo  de Voleibol  Feminino de  1985[4]
- 1985-Premiado com um emblema para o Ano da Juventude pelo COI[4]*1985- Selecionada para  Top Ten do ano[4]
- 1986-Selecionada para  Top Ten do ano[4]
- 1986-Tiítulo de Mestre Internacional de Esportes pelo SPCSC[4]
- 1994-Eleita uma das 45 Estrelas dos Esportes em 45 anos desde a fundação da nova China em 1949[4]
- 1997-Eleito a Melhor Treinador  de Voleibol Feminino de 1996 pela FIVB[4]
- 1998-Premiado com o título de Trabalhadora dos  Esportes Avançados  pelo  Federação Chinesa de Desportos[4]
- 1999 - Eleita uma das 50 Estrelas de Esportes em 50 anos desde a fundação da nova China em 1949[4]
- 1999-Nomeada como uma das melhores atletas do século, em uma seleção nacional organizada conjuntamente pelo Comitê Olímpico Chinês, Fok Fundação Henry e Desportos China Imprensa[4]
- 1999-Eleita a Melhor Treinador  de Voleibol Feminino na Itália[4]
- 2000-Eleia a Melhor Treinador  de Voleibol Feminino na Itália[4]
- 2000-Eleito a Melhor Jogadora de Voleibol do Século XX[4][9]
- 2002-Introduzido Hall da Fama do Voleibol[4][9]